# Красный Холм (Шацкий район)
Красный Холм — село в Шацком районе Рязанской области в составе Ямбирнского сельского поселения.

## Географическое положение
Село Красный Холм расположено на Окско-Донской равнине на правом берегу реки Идовки в 32 км к северо-востоку от города Шацка. Расстояние от села до районного центра Шацк по автодороге — 43 км.
Село окружено большими лесными массивами. Ближайшие населённые пункты — деревни Ваша, Лесная Слобода, а также Шафторка и посёлок Ряньза (Сасовский район).

## Население
| 1989 | 2010 | 2012 |
| ---- | ---- | ---- |
| 151  | ↘46  | ↗49  |

## Происхождение названия
Название села Красный Холм — одно из самых распространенных в России. Слово «Красный» употребляется здесь в значении «красивый», «прекрасный», и не связано с революционными событиями начала XX века
Вплоть до начала XX века село носило название Краснохолм.

## История
В XIX веке, вплоть до отмены крепостного права в 1861 году, деревня Краснохолм принадлежала дворянскому роду Нарышкиных. В 1902 году на средства прихожан и тайного советника и обер-камергера Эммануила Дмитриевича Нарышкина (1813÷1901 гг.) в Краснохолме был построен деревянный холодный храм во имя Преображения Господня с приделом в честь святых бессребреников Космы и Дамиана. Приход был открыт в 1904 году, и деревня Краснохолм обрела статус села.
К 1911 году, по данным А. Е. Андриевского, в селе Краснохолм насчитывалось 215 дворов, в коих проживало 757 душ мужского и 796 женского пола. Население занималось земледелием и отхожим промыслом — выделкой овчин на стороне.
В состав прихода Преображенской церкви села Краснохолм входили также близлежащие деревни Шавторка и Лесные Цветы (ныне Сасовский район). По штату причт Преображенского храма состоял из священника и псаломщика. За церковью числилось 1 десятина усадебной, 30 десятин пахотной и 1,5 десятины сенокосной земли вблизи церкви в одном месте. Земля давала годового дохода 60 руб., братский годовой доход составлял 580 руб., церковный капитал — 200 руб. Дома у причта были собственные.
В селе имелись церковно-приходское попечительство, небольшая церковная библиотека в 40 томов и 1-классная смешанная церковно-приходская школа.
После Октябрьской революции 1917 года, в советскую эпоху, Преображенский храм в селе Красный Холм был закрыт, а затем и полностью разрушен. Верующим приходилось посещать Сергиевскую церковь в селе Эммануиловка, расположенную в 10 — 12 км от села.
В начале 2000-х гг. одна из дачниц села Красный Холм, Елена Сергеевна Аникеева, выступила с инициативой открытия церкви в самом селе. Жители поддержали её инициативу. За основу здания церкви взяли пустующее здание бывшего магазина. Строительство осуществлялось на средства спонсоров и жителей села. В 2007 году настоятель Троицкого храма города Шацка иеромонах Серафим (Сергиев) освятил вновь построенную церковь во имя святого Архангела Михаила.

## Транспорт
Основные грузо- и пассажироперевозки осуществляются автомобильным транспортом. Село Красный Холм имеет выезд на проходящую в 4,5 км к северу автомобильную дорогу федерального значения М5 «Урал».

## Достопримечательности
- Храм святого Михаила Архангела — Архангельская церковь. Построен в 2007 году на средства прихожан и благотворителей.[9]